# Serce nie sługa (film 2005)
Serce nie sługa (oryg. Prime) – amerykańska komedia romantyczna z 2005 roku.

## Obsada
- Meryl Streep jako Lisa Metzger
- Uma Thurman jako Rafi Gardet
- Bryan Greenberg jako David Bloomberg
- Jon Abrahams jako Morris
- Zak Orth jako Randall

i inni

## Fabuła
Rafi (Uma Thurman) jest 37-letnią rozwódką mieszkającą w Nowym Jorku. Pewnego dnia spotyka w kinie Davida (Bryan Greenberg). Chłopak ma 23 lata i wielki talent do malowania. Wkrótce Rafi i David zakochują się w sobie. O swojej tajemnicy Rafi opowiada psycholożce Lisie (Meryl Streep), do której chodzi na co tygodniowe sesje. Lisa okazuje się być matką Davida.